# Union des Forces Républicaines
Union des Forces Républicaines (UFR) är ett politiskt parti i Guinea. Partiledaren Sidya Touré var Guineas premiärminister 1996 till 1999.
I parlamentsvalet 2013 fick partiet 10 av 114 mandat och blev det tredje största partiet i Guineas nationalförsamling.